# Модзеле (Мазовецьке воєводство)
Модзеле (пол. Modzele) — село в Польщі, у гміні Млинаже Маковського повіту Мазовецького воєводства.
Населення — 46 осіб (2011).
У 1975-1998 роках село належало до Остроленцького воєводства.

## Демографія
Демографічна структура станом на 31 березня 2011 року:
|          | Загалом | Допрацездатний вік | Працездатний вік | Постпрацездатний вік |
| -------- | ------- | ------------------ | ---------------- | -------------------- |
| Чоловіки | 21      | 3                  | 16               | 2                    |
| Жінки    | 25      | 3                  | 13               | 9                    |
| Разом    | 46      | 6                  | 29               | 11                   |